# Fabada
La fabada és un plat típic a Astúries, on les mongetes es diuen, en asturià fabes. És un plat únic molt calòric que es menja a l'hivern. Es fa amb mongetes blanques seques, que es couen en una olla en aigua, soles, durant dues hores, i més tard se li afegeixen les carns, perquè cogui tot junt. Se sol servir per separat la carn, anomenada compangu, de les mongetes.
Plats de mongetes, i també de faves, estofades amb carns i embotits, com la fabada, són molt habituals a la cuina popular de l'Europa occidental, existeixen a la península Ibèrica (feijoada, olla podrida, còctel de mongetes, etc.), Occitània (per exemple, el caçolet), Regne Unit (per exemple, pork and beans), Itàlia, etc. En algunes regions es fan també guisats pràcticament iguals, però encara amb cigrons (un llegum més antic que la mongeta, que és americana), llenties o altres llegums. També n'hi ha, com l'ollada o l'escudella, que prefereixen barrejar diferents llegums o fins i tot afegir patata o altres ingredients.

## Origen
Les mongetes són d'origen americà i no van començar a plantar-se a Astúries fins al segle xvi. Era un producte que menjava la gent humil, com també és humil la fabada. Algunes persones pensen que és un plat de les classes treballadores a ciutat. Altres autors suggereixen que la fabada podria haver arribat a Astúries a través del Camí de Sant Jaume, i que seria doncs una versió del caçolet o estaria almenys influïda per aquest plat.
La primera referència escrita de la fabada no apareix fins a finals del segle xix, al diari El Comercio, hi mencionen el nom però no descriuen de la recepta, així que no podem saber si ja era com actualment. En canvi no la menciona l'escriptor Armando Palacio Valdés, el 1931, a la seva obra Sinfonia pastoral, a la qual descriu la vida dels pastors asturians. EDe fet, els documents posteriors a l'aparició de fabada a El Comercio només la mencionen per comparar-la amb un altre plat similar, el pote asturiano, una mena d'escudella amb carns de porc, mongetes però també patates i verdures. Sembla ser, doncs, que el plat hauria pogut néixer en algun moment indeterminat entre els segles XIX i XX o ja segur del segle xx.